# Личность преступника

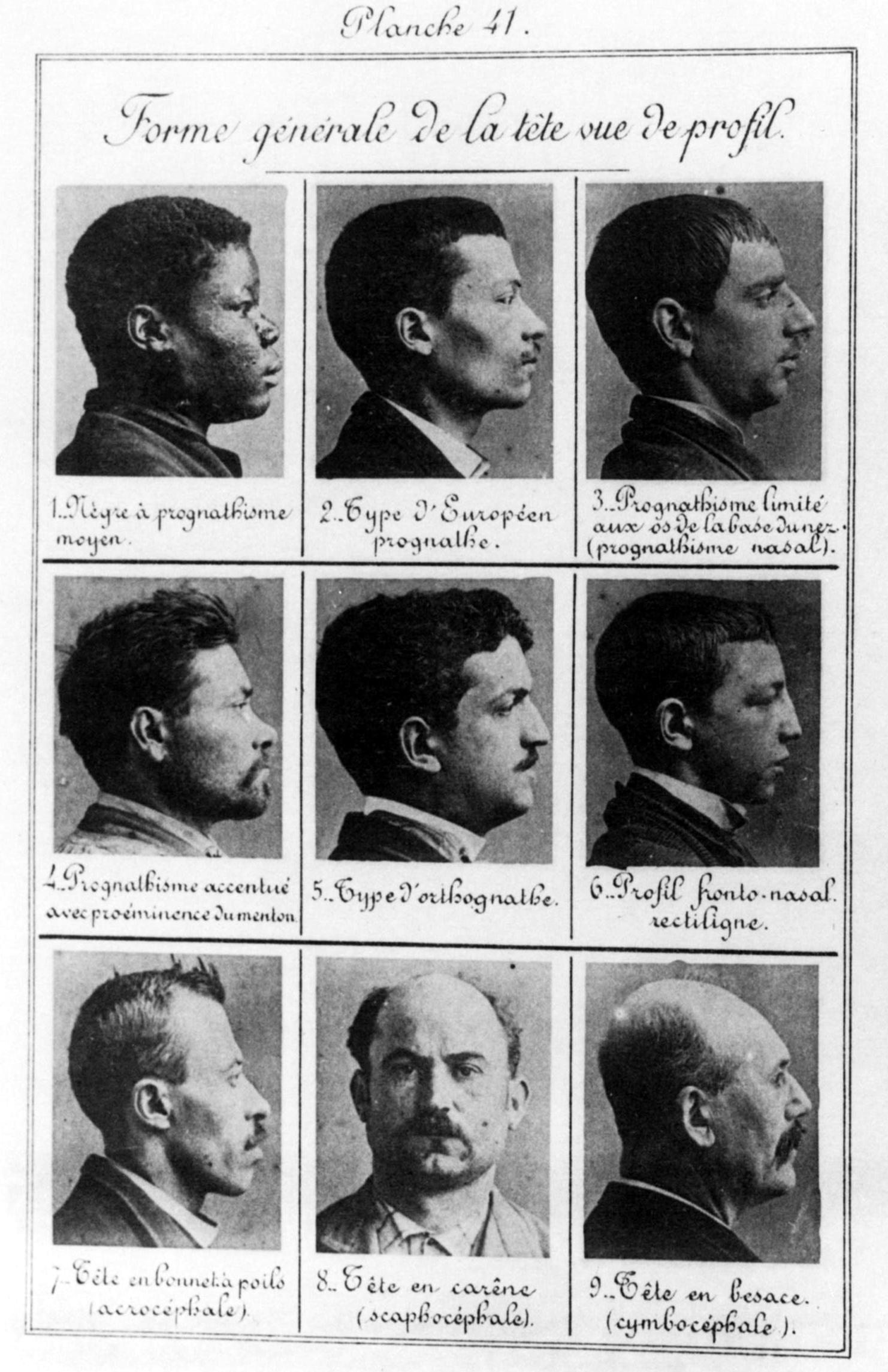
Фотографии преступников. Попытки обнаружить связь между внешностью человека и его преступным поведением предпринимались неоднократно, но успехом так и не увенчались

Ли́чность престу́пника — совокупность социально-психологических свойств и качеств человека, являющихся причинами и условиями совершения преступлений.
Хотя современная криминология не поддерживает идею о существовании какой-то особой «преступной личности», связываемой с детерминистической предрасположенностью к преступному поведению, существует представление об отличии личности преступника от личности законопослушного человека, по крайней мере, если речь идёт о сложившемся образе поведения. Преступное поведение обычно связывается с такими эмоционально-волевыми деформациями, как импульсивность и склонность к риску и агрессии, с антиобщественной направленностью личности.
Оценка опасности личности лица, совершившего преступление, которая влияет на применяемую к нему меру наказания, является одной из главнейших прикладных задач криминологии. Опасность личности формируется обычно ещё до момента совершения преступления. Этот процесс находит выражение в дисциплинарных и административных правонарушениях, аморальных поступках. Однако в криминологии момент качественного перехода от личности, обладающей социально опасными качествами, к личности преступника связывается с моментом совершения лицом преступления. Одни криминологи утверждают, что о существовании личности преступника можно говорить лишь в определённых законом временных границах: от вступления в законную силу обвинительного приговора суда и до отбытия наказания и погашения судимости. Другие указывают, что, в отличие от уголовно-исполнительной системы, криминолог должен рассматривать не только осуждённых, но и фактических преступников, поскольку самые опытные и опасные преступники нередко уходят от уголовной ответственности; не принимать их в рассмотрение — это значит не увидеть существенного пласта криминальной мотивации. В любом случае, современная наука считает, что наличие у человека социально опасных качеств не даёт оснований для «опережающего» обращения с ним как с преступником, однако определяет возможность применения психологической или психиатрической коррекции.
Криминология изучает социально-демографические, социально-ролевые и нравственно-психологические характеристики личности преступника. Кроме того, ключевым для данной темы и для криминологии в целом является вопрос о том, какую природу имеет преступное поведение человека: биологическую или социальную.
Отдельные характеристики личности преступника (в первую очередь возраст и состояние психики, определяющее вменяемость) одновременно являются признаками субъекта преступления, без установления которых лицо нельзя привлечь к уголовной ответственности. Кроме того, характеристики личности преступника должны оцениваться судом при назначении уголовного наказания. Тем не менее отмечается, что содержание понятия «личность преступника» значительно шире, оно далеко не исчерпывается признаками, специфичными для уголовного права. Личность преступника является предметом комплексного изучения и рассмотрения специалистами различных отраслей знаний (криминологии, социологии, психологии, психиатрии и т. д.).

## Условный характер термина
Термин «личность преступника» широко употребляется в русскоязычной криминологической литературе (в отличие от опубликованных на других языках работ криминологов социологического направления). В то же время, ведущие криминологи отмечают его условность. Встречаются мнения о необходимости корректировки термина, замене его на более удачный или даже о полном отказе от его использования.
В. Н. Кудрявцев отмечает, что термин «личность преступника» содержит коннотацию предопределённости, предрасположенности данного человека к совершению преступлений, что не соответствует современным представлениям о преступном поведении. Теории, предполагавшие наличие «жёстких» зависимостей между социальными, а тем более биологическими особенностями личности, и преступным поведением, не считаются актуальными. Кроме того, не соотносятся различные «формулы» личности преступника и с представлениями об исторической изменчивости преступности, зависимости отграничения преступного и непреступного от политической воли законодателя, а также о фактической распространённости совершения преступлений (считается, что почти каждый человек хотя бы раз в жизни нарушает уголовный закон). В какой-то мере, по мнению В. Н. Кудрявцева, можно говорить о выделении социальных типов преступников, когда речь идёт об устойчивой манере их поведения. Он считает более точным понятие «личность людей, совершающих преступления».
Я. И. Гилинский указывает на тщетность попыток найти личностные свойства, присущие только преступникам или только «не преступникам». Критикуя идею выделения отдельного образа «преступного человека», качественно отличающегося от законопослушных людей, он отмечает, что в её основе лежит стремление отграничить «своих» от «чужих», а популярность концепций «личности преступника» объясняется социальной необходимостью оправдать несовершенство механизмов общества, связывая социальные конфликты и противоречия негативными качествами определённой группы людей. В то же время, Гилинский отмечает связь между формами поведения человека (в том числе отрицательно оцениваемыми обществом) и его социально-демографическими и психологическими характеристиками. Признаки пола, возраста, образования, социального положения, интеллектуальные, волевые, эмоциональные и физические качества он связывает с повышенной или пониженной вероятностью того, что конкретное лицо совершит определённое преступление.
Современные сторонники выделения личности преступника как специфического социального типа, отличающегося от людей, ведущих себя «устойчиво правомерно» (А. И. Долгова, В. В. Лунеев), оперируют не образом «преступного человека», а концепцией «криминогенной личности» или «заражённой криминогенностью» личности, которая характеризуется устойчивыми личностными и поведенческими деформациями, сформировавшимися в результате негативного воздействия микросреды. Лица, принадлежащие к криминогенному типу, с большей вероятностью совершают преступления в сложившейся неблагоприятной ситуации, а в случае с ярко выраженными деформациями ведут последовательно-криминальный образ жизни.
Несмотря на редкое употребление терминов, аналогичных «личности преступника» в нерусскоязычных работах, мировая криминология уделяет большое внимание корреляционным связям особенностей личности (гендера, возраста, расы, класса и т. д.) с преступными проявлениями. По мнению В. В. Лунеева, в западной криминологии вопросы личности преступника рассматриваются в рамках теорий причинности преступности, которые уделяют большое внимание причинам индивидуального преступного поведения и групповому влиянию на него.

## История учения о личности преступника

### Религиозные взгляды на природу личности преступника
Ещё до начала систематического изучения преступлений и преступности юристами и социологами имелись теории, объяснявшие антисоциальное поведение; в основном они носили религиозный характер.

#### Карма
Восточные религии, такие как индуизм и буддизм и брахманизм, вводят понятие «карма». Согласно представлениям данных религий, сущность, «душа» человека проходит через множество воплощений, причём действия, совершаемые человеком в одном воплощении, посредством кармы оказывают влияние на его личность и условия жизнедеятельности во всех последующих. Наличие благих намерений и совершение благородных поступков приносит хорошую карму, вынашивание порочных замыслов и осознанное совершение злых дел, в том числе преступлений — плохую. Это объясняется через условность разделения людей на отдельные личности и разделения на субъект и объект: непонимание преступником кармы (в данном случае того, что все люди связаны законом причины и следствия), ведёт к тому, что воздаяние может затянуться во времени, но оно непременно наступает.
Преступное поведение в этой модели объясняется унаследованными от предыдущих инкарнаций отрицательными личностными характеристиками. Плохая карма также определяет предрасположенность человека быть жертвой преступления. Так, человек, в какой-то момент намеревающийся совершить убийство, создаёт в своей карме возможность неожиданной смерти для самого себя.
Тем не менее за индивидом в рамках этой концепции признаётся определённая свобода воли и способность не следовать по пути, пройденному в предыдущих инкарнациях. Плохая карма может быть исправлена совершением благородных поступков или использованием специальных практик очистки, точно так же как хорошая — испорчена злодеяниями.

#### Божественное провидение
Существовали также идеи, согласно которым образ и смысл существования человека определяется божественным предначертанием ещё до его рождения. Таким образом, существование преступных личностей связывается с тем, что для них этот путь был предопределён свыше и таков естественный порядок вещей.
Помимо своих теологических и философских следствий, эта парадигма оказала довольно существенное влияние на последующие криминологические теории, объяснявшие совершение преступлений врождёнными биологическими особенностями конкретного человека. Кроме того, в рамках протестантской этики в качестве критерия богоизбранности выступал жизненный успех, следствием чего явилось воззрение о том, что преступность присуща лишь беднейшим слоям населения.

#### Дуализм
Религиозный дуализм исходит из существования некоей злой силы (злого божества или иного сверхъестественного существа), которая находится в вечной борьбе с силами добра, причём в разных версиях дуализма эта сила может выступать как в роли создателя мира, так и в роли его захватчика. В раннем иудаизме идеи дуализма находили выражение в представлении о двуединой природе бога Яхве, включавшей добрую и злую составляющую. В позднем иудаизме и христианстве злая природа приписывается другой сверхъестественной силе, именуемой дьяволом или сатаной.
Иудейские и христианские представления о природе человека также имеют двойственную природу. С одной стороны, приписываемое прародителям человечества грехопадение возложило на всё человечество бремя первородного греха. С другой стороны, одним из столпов данной ветви мировых религий является представление о свободе воли человека, свободе выбора между добром и злом. На первом представлении основывается идея «одержимости» злом как причины преступного поведения, на втором — модель «искушения» человека «нечистой силой».

##### Искушение

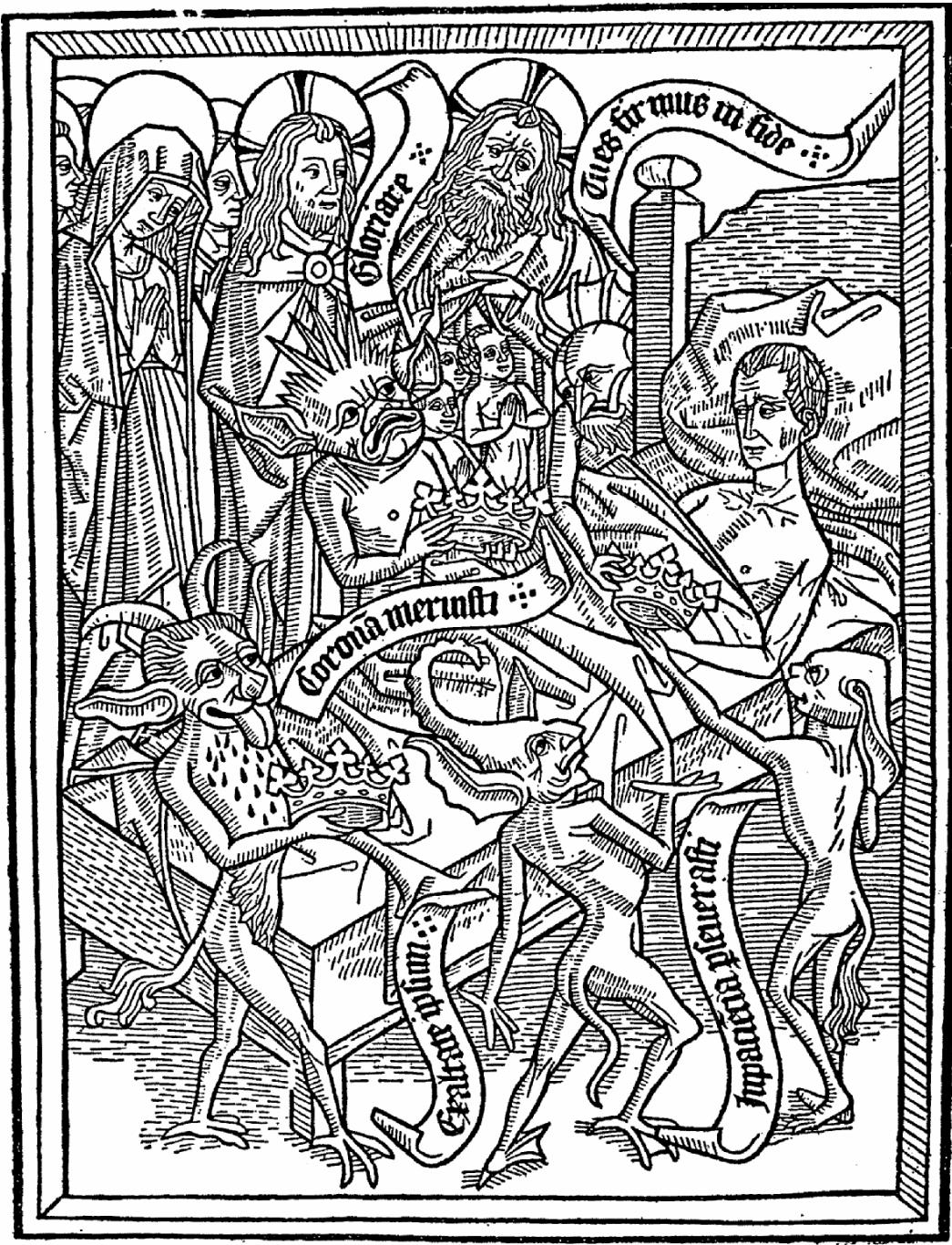
Искушение честолюбием. Средневековая гравюра

Модель «искушения» основана на представлении о противоборстве дьявола и божественных сил добра. Дьявол искушает человека, «предлагая» ему совершить греховный (в том числе преступный) поступок, а силы добра вознаграждают за соблюдение «правил», оказывают духовную помощь попавшему в беду человеку, помогая ему противостоять бесовскому искушению. Индивид всегда сохраняет свободу выбора между добром и злом, может как поддаться искушению, так и успешно противостоять ему.
Поскольку тот факт, что человек поддался на искушение, несмотря на «помощь», оказываемую ему силами добра, означает его слабовольность, считалось, что люди, совершающие преступления, по своей природе хуже тех, кто оказался способен успешно противостоять искушению. Это рассматривалось как обоснование такого важнейшего элемента права, как установление наказаний за совершение определённых поступков. Там, где оказывалось недостаточно обещания вечных страданий в адском пламени, вступали в действие светские государственные органы, причиняющие страдание преступнику ещё при его жизни.

##### Одержимость

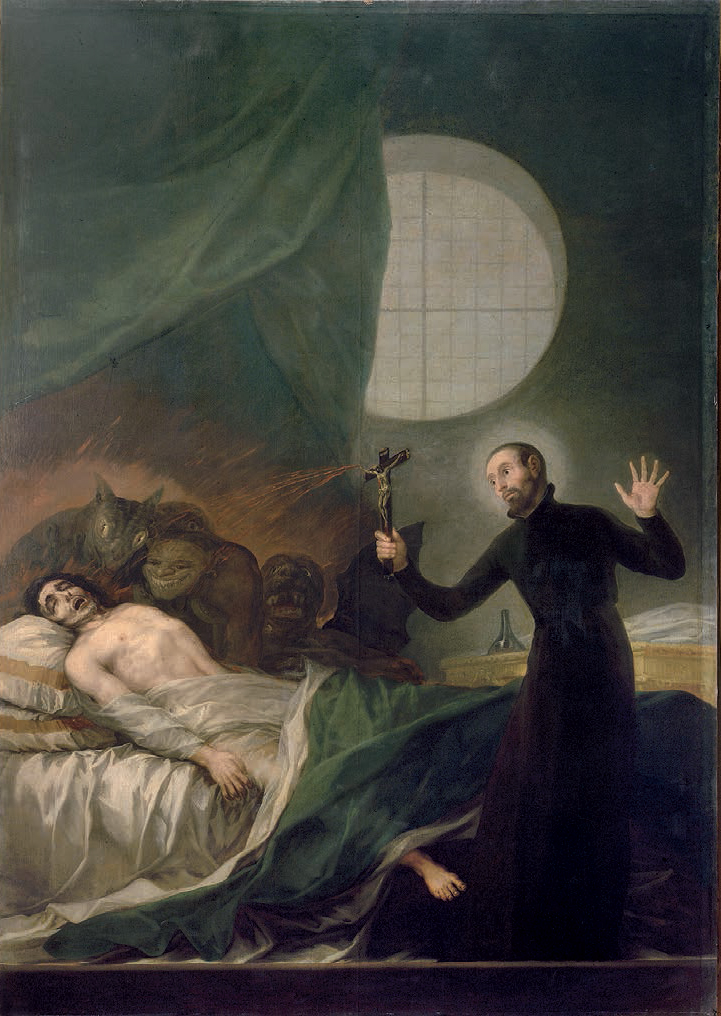
Гойя. Святой Франсиско Борджа изгоняет демонов из умирающего

Более детерминистской является модель «одержимости», которая в этом плане может рассматриваться как предпосылка позитивистских криминологических теорий. Над разумом и телом одержимого человека захватывал контроль злой дух, заставляя его совершать неблаговидные поступки. Чтобы вновь вернуть человека к нормальному существованию, необходимо было провести обряд экзорцизма, изгнания нечистого духа из тела.
Человек, одержимый нечистой силой, признавался неспособным нести ответственность за совершённые в таком состоянии поступки. Для того, чтобы всё же обосновать применение светской властью мер наказания за совершение преступлений, было сделано предположение о том, что злой дух может овладеть не любым человеком, а лишь тем, который ведёт греховный образ жизни или не проявил должной бдительности. Наказание, таким образом, налагалось не за совершённые поступки, а за то, что человек «позволил» враждебной силе овладеть собой.
Важным следствием этой модели, оказавшим влияние на последующее развитие криминологических теорий, является представление о возможности исправления преступника (путём проведения обрядов экзорцизма), о применении наиболее строгих видов наказания, таких как смертная казнь или изгнание из общины, только в «безнадёжных» случаях, когда иные средства не оказали нужного воздействия.

#### Закат религиозных теорий
Постепенное ослабевание влияния религии на общественную жизнь, становление научного мировоззрения привело к тому, что религиозные представления о преступности в эпоху Просвещения были отвергнуты. Стали предприниматься попытки рационального объяснения происхождения негативных социальных явлений.
Уже на самом раннем этапе развития криминологии эти поиски велись в двух направлениях. Сторонники первого говорили о биологической предрасположенности к девиантному поведению, представители второго обращали своё внимание к социальной среде, считая её основным фактором, оказывающим влияние на поступки человека. Современное криминологическое учение о личности преступника является диалектическим итогом борьбы и взаимопроникновения этих течений.

#### Позициятолстовства
В «Воскресении» Л. Н. Толстого утверждается, что главная причина преступности — попытки институционализировать наказание, суд одних людей над другими (в нём критикуются и конкретные психологические учения и теории); что надо «прощать всегда, всех, бесконечное число раз прощать, потому что нет таких людей, которые сами не были виновны и потому могли бы наказывать или исправлять» (см. последнюю главу).

### Личность преступника в трудах философов

#### Античность
Среди работ античных философов (в аспекте личности преступника) наиболее интересными и значимыми являются работы Платона и Аристотеля.

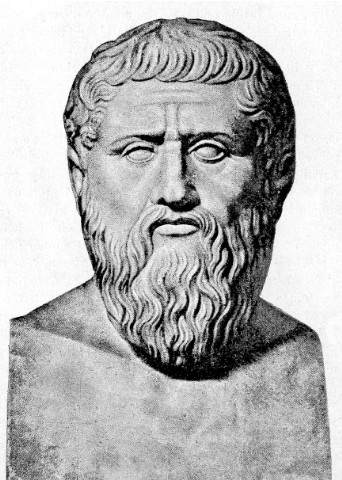
Платон

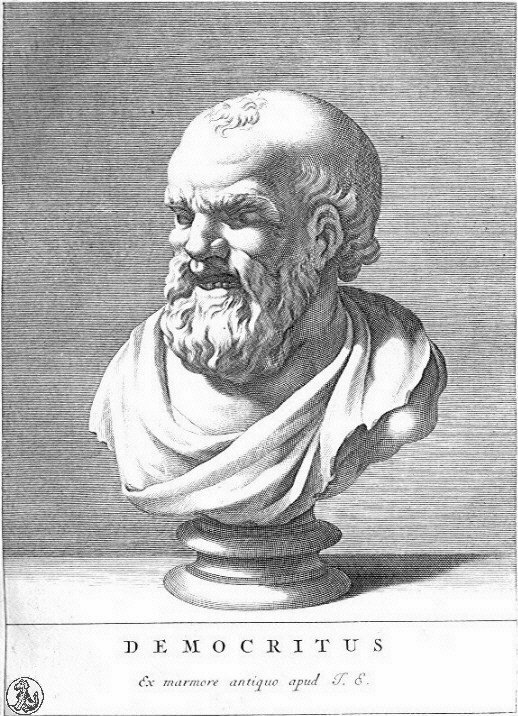
Демокрит

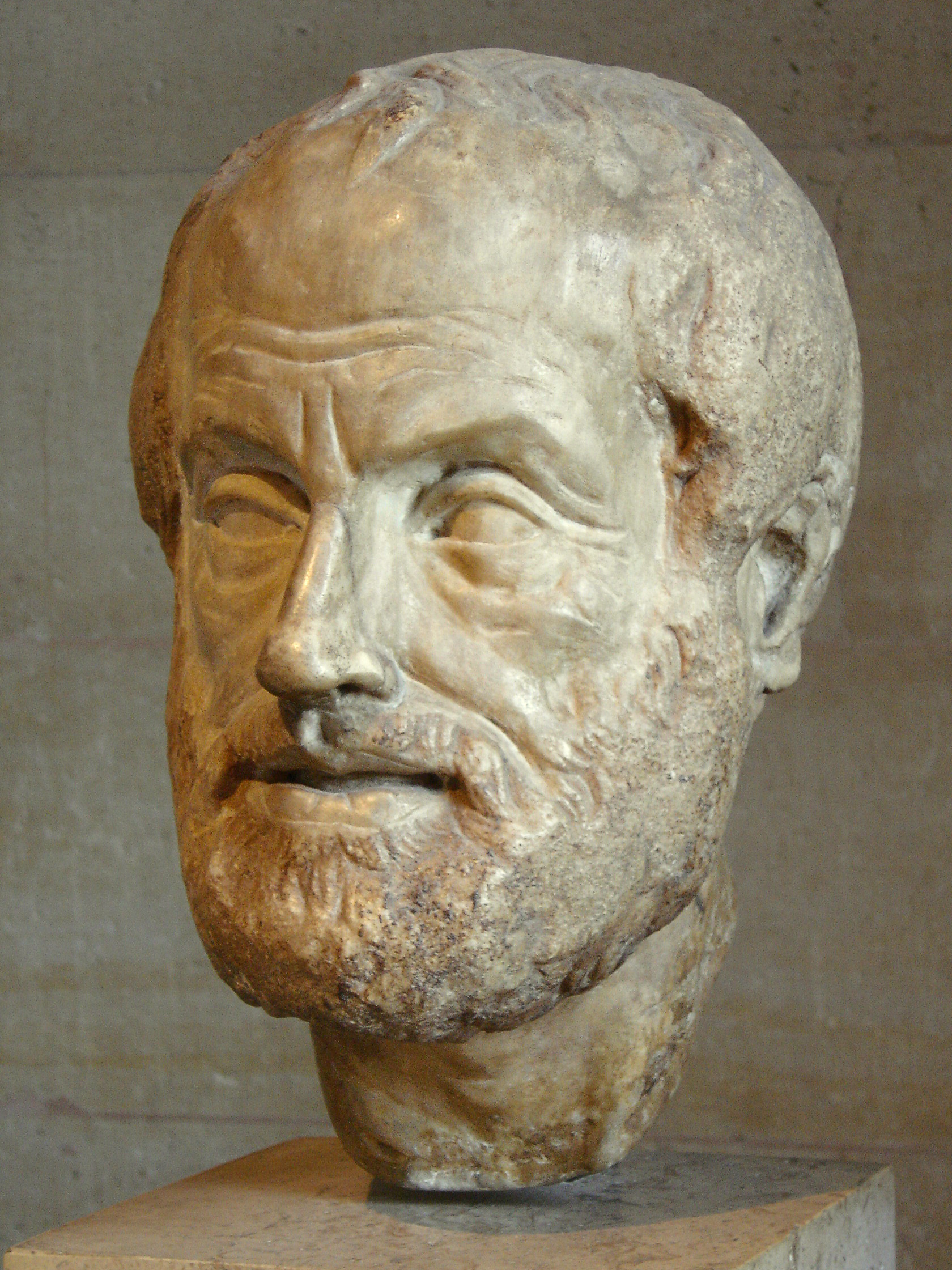
Аристотель

Платон указывал на несовершенство человеческой природы, которое необходимо учитывать при составлении законов. Он считал, что законопослушное поведение человека определяется не его наследственностью, а его воспитанием: «…добродетели учить можно… нет ничего удивительного, когда у хороших родителей бывают худые, а у худых хорошие дети».
Похожие положения сформулировал Демокрит, который считал, что причиной преступлений являются нравственные и умственные пороки, что неправильное поведение человека является следствием отсутствия у него знаний о более правильном, что для предупреждения преступлений необходимо, прежде всего, воспитание, поскольку наказание не удерживает от соблазна совершать неблаговидные поступки втайне. С пороками воспитания и возникающими как их следствие искажёнными потребностями (алчностью, развратом и т. д.) связывали преступное поведение Антисфен, Диоген и другие киники.
Аристотель исходил из того, что выбор человека между дурными и благородными поступками определяется, прежде всего, страхом перед наказанием, предпочитая свои выгоды и удовольствия общему благу: «человек уделяет себе больше благ и меньше зол». Однако, хотя Аристотель и считал, что определяющая роль в совершении преступления принадлежит свободной воле человека, им отмечается, что на это влияют внешние условия: социальное неравенство, беззаконие и т. д., что преступления могут совершаться в порыве страстей, и такие поступки должны наказываться менее строго, чем заранее обдуманные.

#### Средневековье

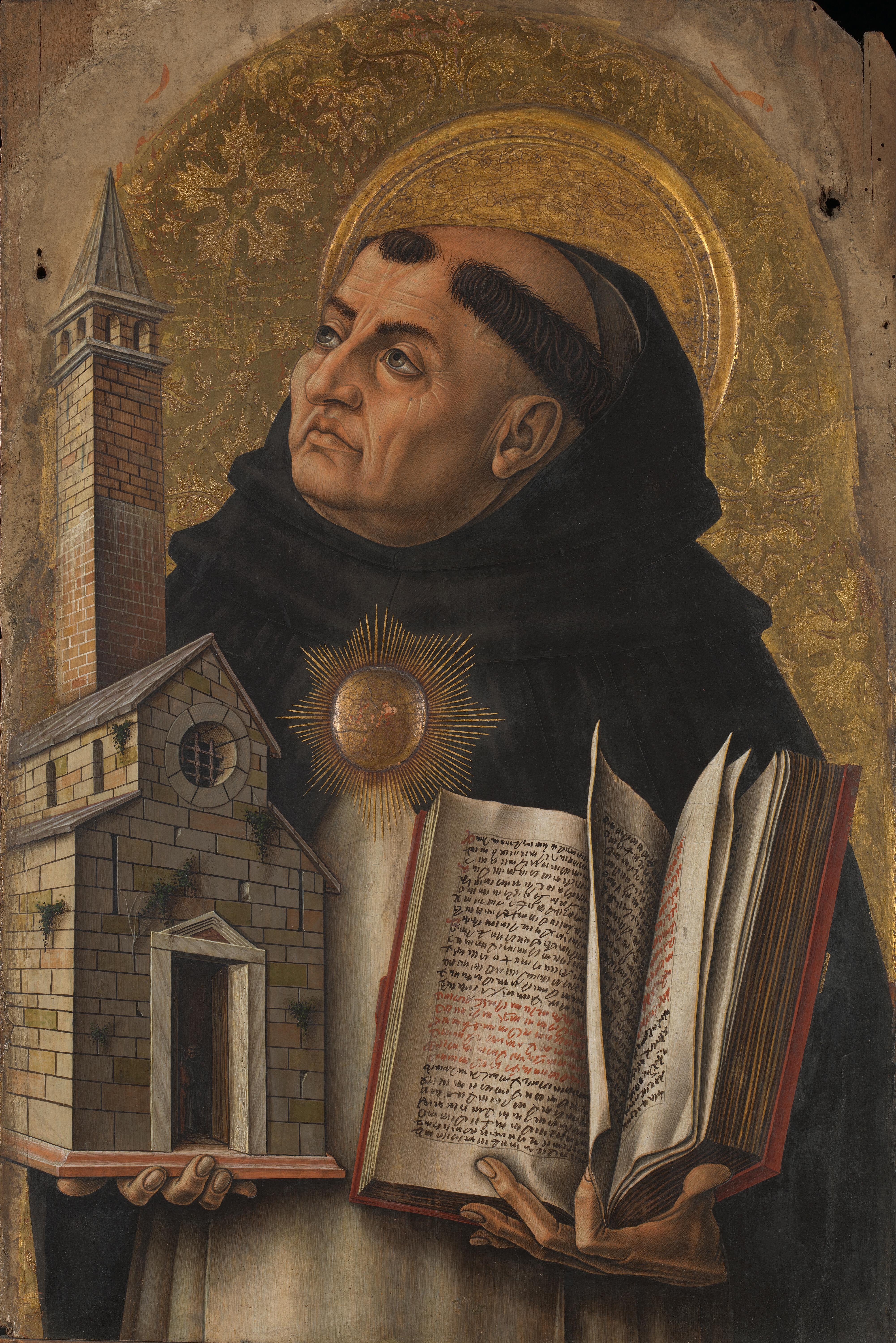
Фома Аквинский

В период Средних веков (вплоть до XV века) уголовно-правовые учения находились в полной зависимости от церкви. В этот период преобладали рассмотренные выше взгляды на происхождение преступности — совершение преступлений как результат божественного предначертания или одержимости злыми духами. Велико было влияние римского права и философских учений античности, однако указывается, что учёные этого периода не стремились создавать новые теории, ставя перед собой лишь узкопрактические цели.
Тем не менее отдельные идеи мыслителей средневековья всё же поднимались над уже достигнутым в античности уровнем. Так, Фома Аквинский классифицировал всех людей на добродетельных, которые не совершают преступлений не потому, что боятся наказания, а потому что таков естественный закон их поведения, и порочных, которые не поддаются убеждению и реагируют только на принудительные меры.

#### Эпоха Возрождения

Томас Мор

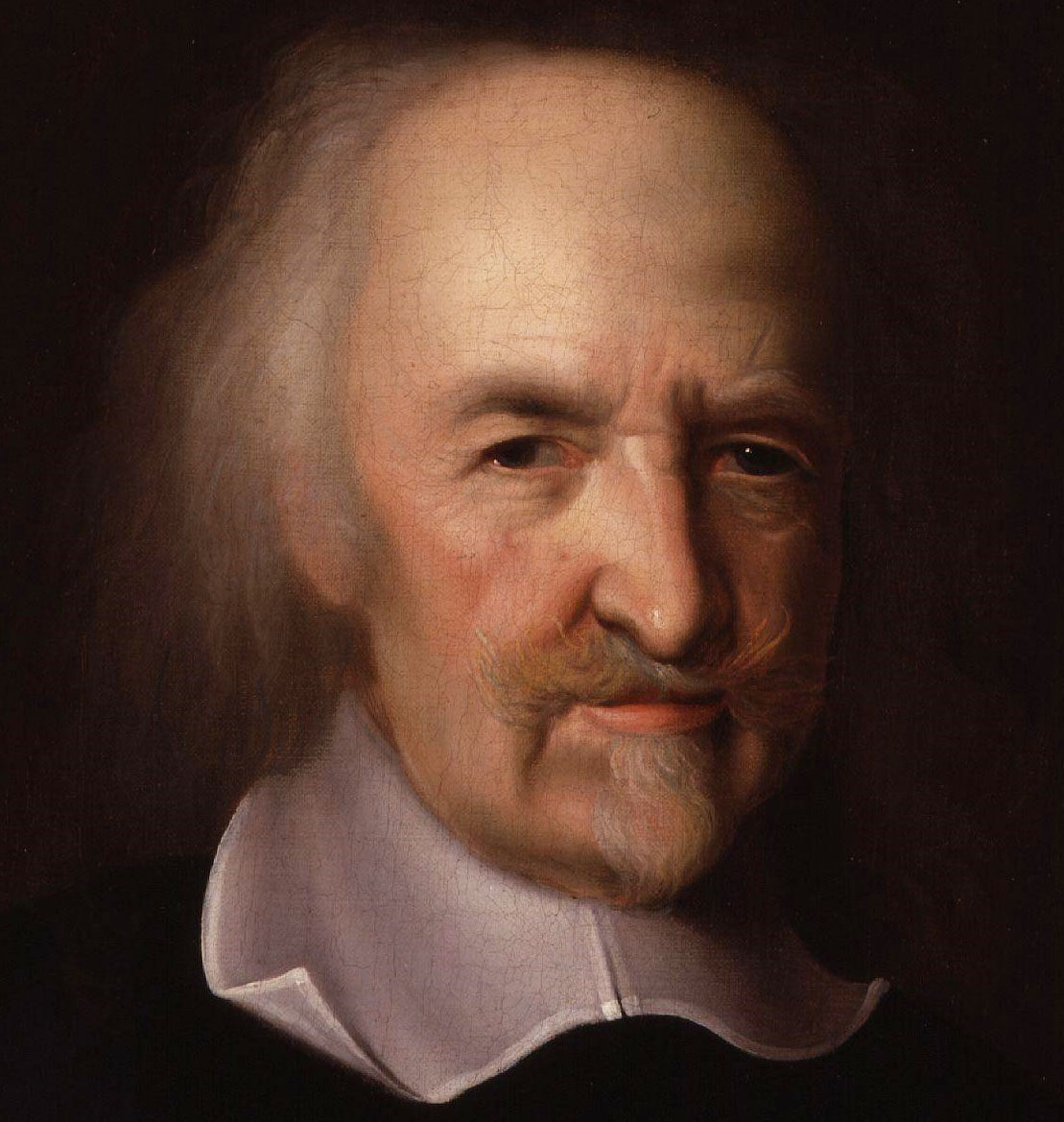
Томас Гоббс

В период Возрождения философская мысль вновь обращается к проблемам права и преступности.
В «Утопии» Томаса Мора высказываются идеи о социальной обусловленности совершения преступлений: пока будут существовать причины, порождающие преступления, в первую очередь экономические, преступления будут совершаться, причём наращивание жестокости наказаний неспособно будет решить проблему преступности. О том, что поведение человека в основном определяется средой, в которой он находится, писал также Джон Локк.
Велись поиски путей модернизации уголовного права, основанные на представлении о том, что человека, совершившего преступление, можно исправить, вернуть к нормальной жизни в обществе. Томас Мор предлагал ввести за имущественные преступления новый вид наказания — исправительные работы, а основоположник школы естественного права Гуго Гроций говорил о исправлении преступника как об одной из основных целей наказания.
Были и противоположные идеи: так, Томас Гоббс считал наиболее естественным состоянием для человечества «войну всех против всех» (эта характеристика была позже использована Энгельсом в своей теории преступности). По Гоббсу, только страх перед наказанием со стороны государства может преодолеть стремления, связанные с такими основными человеческими качествами, как соперничество, недоверие, любовь к славе.

#### Эпоха Просвещения

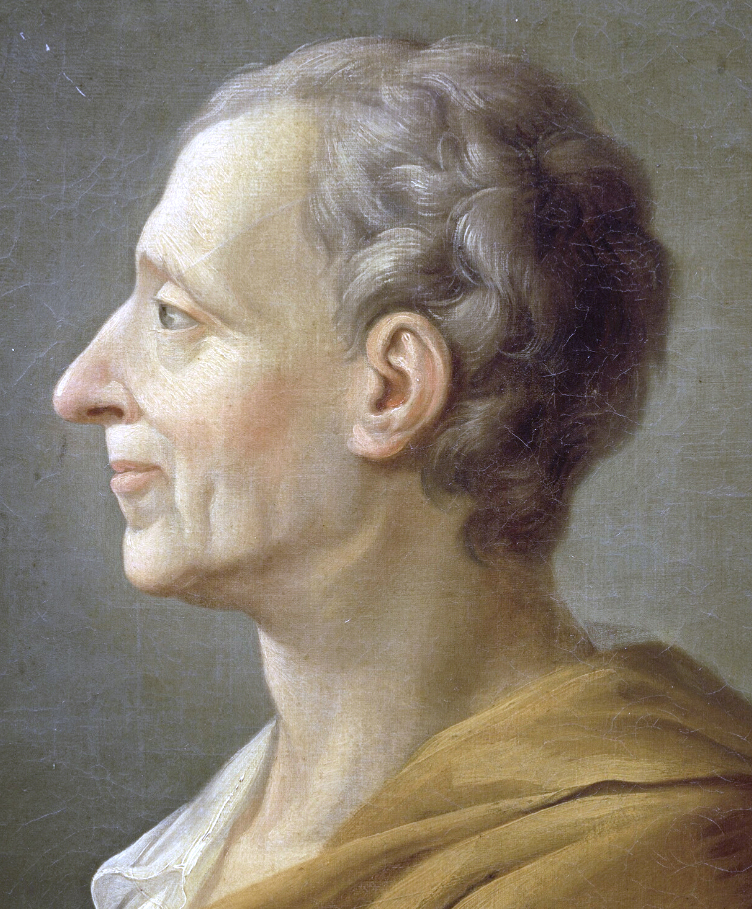
Шарль Монтескьё

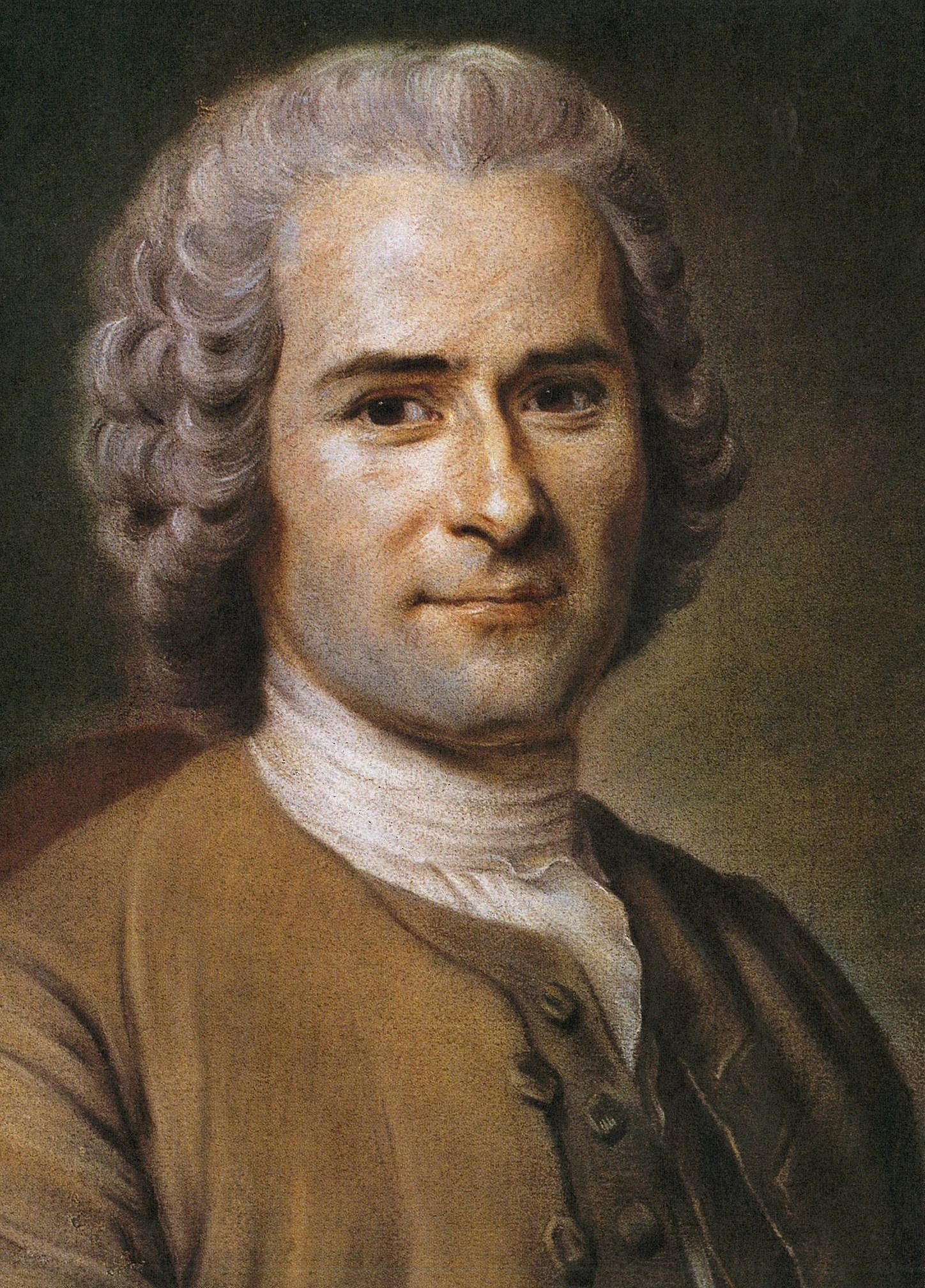
Жан Жак Руссо

В XVIII веке учения о преступлении и наказании начинают достаточно активно развиваться, именно в этот период закладываются основы классической уголовно-правовой теории.
О личности преступника и причинах преступности в этот период писали многие мыслители. Шарль Монтескьё исходил из представлений о социальной природе преступности, считая главной причиной преступлений «злонравие» и рекомендуя государству заботиться о «благонравии» для уменьшения преступности.
Жан Жак Руссо писал, что корни социальных отклонений, в том числе преступлений, лежат в самой природе частнособственнического общества, для которого характерны политическое и экономическое неравенство, урбанизация, злоупотребления правящих классов. О социальной неустроенности как причине преступлений писали и такие мыслители, как Локк, Гельвеций, Гольбах, Дидро, Вольтер, Бентам и другие. Однако в целом для большинства мыслителей эпохи Просвещения на первый план среди причин социального зла выступало невежество людей: они считали, что достаточно воздействовать на формирующую поведение среду просветительными мероприятиями.

### Биологические и социальные концепции личности преступника в истории криминологии

#### Классическая школа криминологии

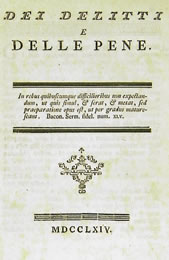
Обложка первого издания работы Беккариа «О преступлениях и наказаниях»

Появление классической школы криминологии относится к середине XVIII — началу XIX века. Её представителями являлись Чезаре Беккариа, Джереми Бентам, Франц фон Лист, Ансельм Фейербах. Классическая школа отвергала попытки объяснить преступность с использованием религиозных категорий, однако в какой-то мере опиралась на постулат о полной свободе воли человека, дополнив его концепцией рационального выбора.
Основные программные положения классической криминологии изложены в работе Чезаре Беккариа «О преступлениях и наказаниях»:
- Все люди наделены свободой воли, преступление является актом свободной воли человека, сознательно действующего и свободного в своих поступках.
- Человек выбирает линию поведения, которой будет следовать, взвешивая её преимущества и недостатки, стремясь к удовольствию и избегая страданий.
- Преступление и преступность есть результат неспособности масс усвоить твёрдые правила поведения.
- Плохое поведение людей является продуктом несовершенства закона.

Беккариа писал, что ещё ни один человек «не пожертвовал безвозмездно даже частицей собственной свободы, только необходимость заставляла его это делать».
Представители классической школы считали, что «все люди в равной мере способны противостоять преступному намерению, все они заслуживают равное наказание за равные преступления и что на одинаковое наказание они реагируют совершенно одинаково».

#### Позитивизм в криминологии
Классическая школа криминологии стремилась вообще исключить признаки личности человека, совершающего преступления, из предмета рассмотрения криминологии. Однако практика показала, что такое представление является излишне упрощённым. Человек далеко не всегда ведёт себя рационально. Поиск других факторов, являющихся причинами поведения людей, осуществлялся в рамках позитивистского направления в криминологии. Можно выделить следующие общие черты всех позитивистских школ криминологии:
- Научный подход (требование фактов, научных доказательств) и склонность к детерминизму.
- Признание индивидуального характера преступного поведения конкретного человека, вызванного влиянием биологических, психологических и других факторов, а не рационального выбора, и необходимости индивидуализации наказания.
- Совершение преступлений считалось психологическим или физиологическим отклонением, которое можно пытаться вылечить.

Первые позитивистские школы искали связь между особенностями внешности человека и склонностью к преступному поведению.

#### Физиогномика и френология

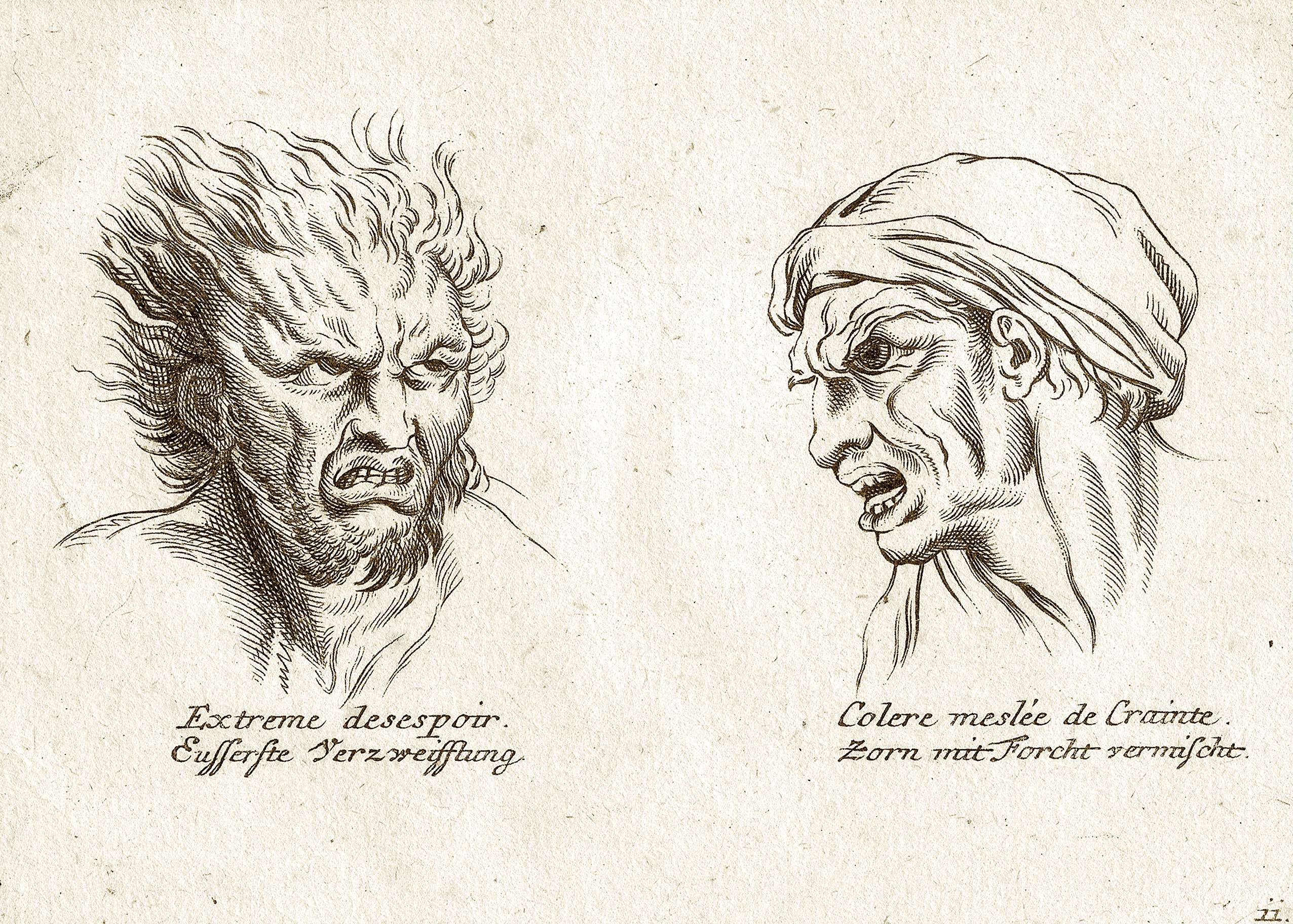
Иллюстрация из книги XIX века о физиогномике

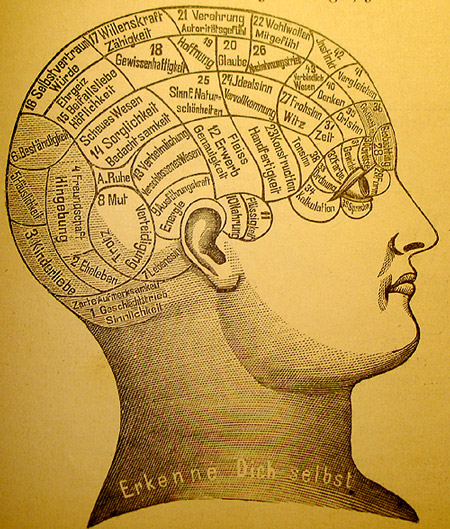
Френологическая карта

Первыми, кто предложил искать признаки, связанные с преступным поведением, в особенностях внешности человека, явились сторонники физиогномики (например, Лафатер). Они называли в числе таких признаков маленькие уши, пышные ресницы, маленькие носы, большие губы и т. д. Однако какой-либо устойчивой связи между этими признаками и преступным поведением выявить не удалось.
Схожей с физиогномией теорией была френология, изучавшая внешние особенности черепа человека, которые, по мнению френологов, являлись показателями его личных черт, свойств и склонностей. Одни выступы на черепе считались индикаторами «нижних» функций мозга (например, агрессивности), а другие представляли «высшие» функции и склонности (в том числе мораль). Считалось, что у преступников «нижние» стремления преобладают над «высшими». Основателем френологии был Франц Йозеф Галль.
Галль считал, что «преступления являются продуктом индивидов, их совершающих, а следовательно, их характер зависит от природы этих индивидов и от тех условий, в которых эти индивиды находятся; лишь принимая во внимание эту природу и эти условия, можно правильно оценивать преступления».
Галль также стал первым, кто предложил классификацию преступников в зависимости от биологических признаков. Он предложил делить их на три категории:
- Первая категория — это преступники, которые хотя и совершают преступления, но по своим внутренним качествам способны побороть дурные влечения и бороться с преступными соблазнами.
- Вторая категория — люди, которые являются обездоленными от природы и в силу этого легко поддаются преступным влечениям.
- Третья категория — промежуточная, эти люди способны встать как на путь исправления, так и на путь дальнейшего совершения преступлений в зависимости от того, какое влияние оказывает на них внешняя среда.

#### Криминальная антропология
Физиогномика и френология стали предшественницами криминальной антропологии, учения, которое часто связывается с работами итальянского криминолога Чезаре Ломброзо и его учеников. Ломброзо считал, что преступникам присущи аномалии внутреннего и внешнего анатомического строения, характерные для первобытных людей и человекообразных обезьян.
Ломброзо является автором идеи «прирождённого преступника». По Ломброзо, преступник — это особый природный тип. Станет человек преступником или нет — зависит только от врождённой предрасположенности, причём для каждого типа преступлений (убийства, изнасилования, хищения) характерны свои аномалии физиологии, психологии и анатомического строения.

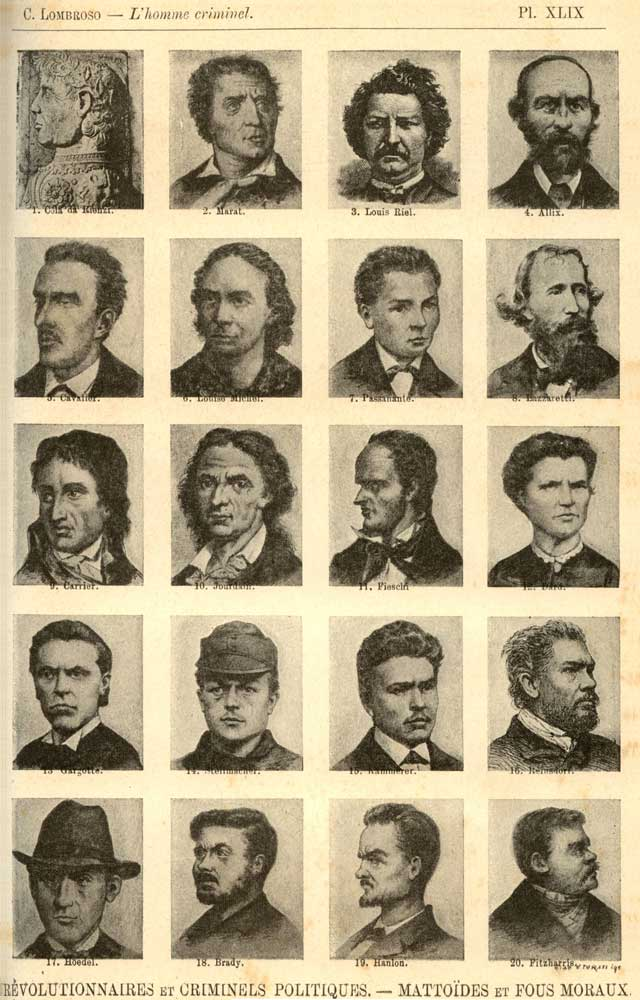
Портреты преступников по Ломброзо

Ломброзо выделял следующие основные признаки, присущие прирождённым преступникам:
- Необычно маленький или большой рост
- Маленькая голова и большое лицо
- Низкий и наклонный лоб
- Отсутствие чёткой границы роста волос
- Морщины на лбу и лице
- Большие ноздри или бугристое лицо
- Большие, выступающие уши
- Выступы на черепе, особенно в области «центра разрушения» над левым ухом, на тыльной стороне головы и вокруг ушей
- Высокие скулы
- Пышные брови и большие глазницы с глубоко посаженными глазами
- Кривой или плоский нос
- Выдающаяся вперёд челюсть
- Мясистая нижняя и тонкая верхняя губа
- Ярко выраженные резцы и вообще ненормальные зубы
- Маленький подбородок
- Тонкая шея, покатые плечи при широкой груди
- Длинные руки, тонкие пальцы
- Татуировки на теле.

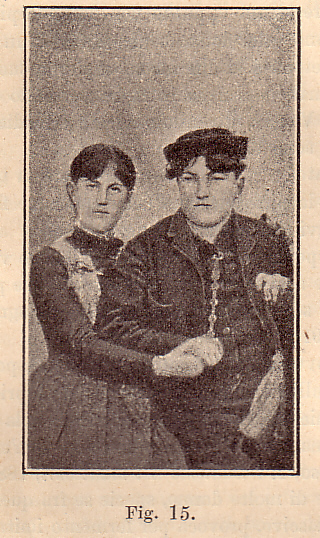
Лесбийская пара. Иллюстрация из работы Ломброзо «Женщина, преступница и проститутка»

Ломброзо выделял умалишённых преступников и преступников по страсти. Ломброзо также занимался изучением влияния пола на преступность. В работе «Женщина, преступница и проститутка» он выразил мнение, что преступницы превосходят по жестокости преступников-мужчин.
Тем не менее предложенные Ломброзо признаки не выдержали проверки практикой. Его критики указывали, что аналогичные особенности существуют и у законопослушных личностей, а какой-либо статистической разницы в частоте их встречаемости нет. Были произведены сравнительные исследования, объектами которых явились заключённые, студенты, военнослужащие и учителя колледжей. Никаких статистически значимых различий между ними выявить не удалось.
Ввиду этого в более поздних работах самого Ломброзо и его учеников помимо преступников, которые совершают преступления в силу биологической предрасположенности, выделяются также те, кто может пойти на нарушение закона под действием жизненных обстоятельств (случайные преступники).
Ученики Ломброзо Рафаэль Гарофало и Энрико Ферри, не отказываясь от основных идей антропологической школы, придавали большее значение социальным факторам. Сущностью и специфической чертой антропологической школы Ферри считал положение о том, что «преступник не есть нормальный человек, что, наоборот, вследствие своих органических и психических ненормальностей, наследственных и приобретённых, он составляет… особую разновидность человеческого рода».
Сторонниками этого направления в России были Николай Неклюдов, Прасковья Тарновская, Дмитрий Дриль и ряд других криминологов.

#### Клиническая криминология

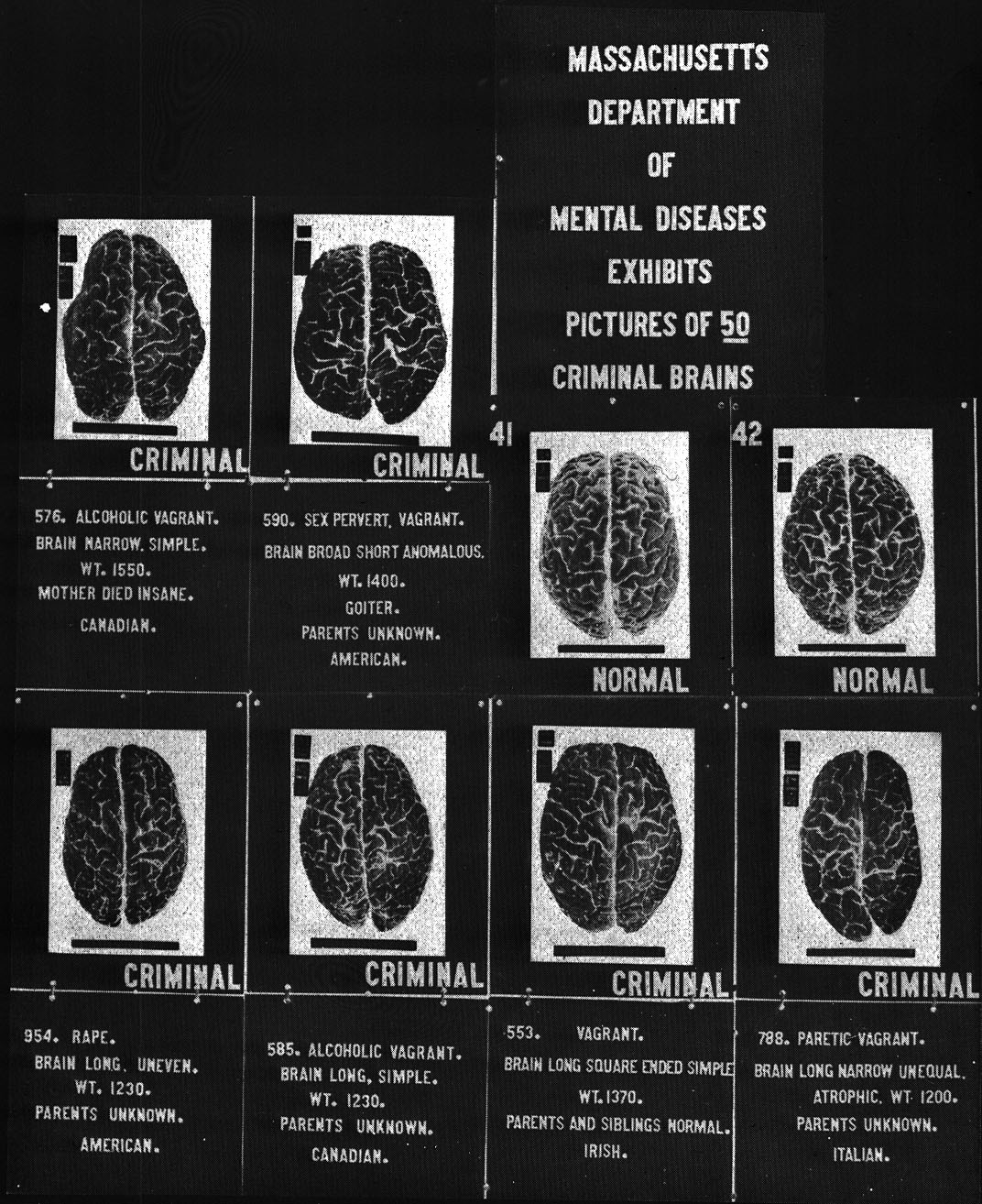
Мозг преступников: попытка связать преступное поведение и строение мозга

В клинической криминологии (другое название — теория опасного состояния личности) совершение преступлений объясняется внутренней склонностью отдельных индивидов к совершению преступлений, которая может быть выявлена специальными тестами, а также изучением образа поведения, и скорректирована с использованием медицинских методов. В числе способов коррекции поведения представителями этой школы называются психоанализ, электрошок, лоботомия, таламотомия, медикаментозное воздействие, хирургические методы, а также лишение свободы на неопределённый срок до момента, пока, по мнению комиссии врачей, не минует опасное состояние личности.
Представителями этой школы являются французский учёный Жан Пинатель, итальянские авторы Филлипо Граматика и ди Тулио.

#### Теория конституционного предрасположения
Предпринимались также попытки поставить преступное поведение в зависимость от конституционального типа человека (типа телосложения), который, в свою очередь, связывался с работой желёз внутренней секреции. Выделялось три основных соматических типа:
- Эндоморфный — тенденция к ожирению, мягкая округлённость тела, короткие и тонкие конечности, тонкие кости, гладкая кожа; расслабленная личность с повышенным уровнем комфортности, любит роскошь, экстраверт.
- Мезоморфный — преобладание мышц, костей и опорно-двигательной системы, большое туловище, широкая грудь, большие ладони и руки, плотное телосложение; активный, агрессивный и несдержанный тип личности.
- Эктоморфный — преобладание кожи, хрупкое тело, тонкие кости, покатые плечи, маленькое лицо, острый нос, тонкие волосы; чувствительный тип с расстройствами внимания и бессонницей, проблемами с кожей и аллергиями.

Хотя каждому человеку в определённой степени присущи признаки всех трёх названных типов, считалось, что у преступников в наибольшей степени выражены признаки мезоморфного типа.
В качестве мер, которые необходимо предпринять для предотвращения совершения преступлений, сторонники данной теории (немецкий психиатр Эрнст Кречмер, американские криминологи Уильям Шелдон, Шелдон и Элеонора Глюк и другие) предлагали гормональную терапию, а также помещение потенциальных преступников в специальные лагеря, где их будут обучать навыкам общественно-полезного поведения.

#### Психологические теории преступности
К числу позитивистских следует отнести и психологические теории преступности (основоположником которых является Зигмунд Фрейд). Фрейд предполагал, что любые поступки людей — это рвущиеся наружу бессознательные инстинкты или влечения. Когда контролирующий волевой фактор не способен подавить природный инстинкт — возникает конфликт, выливающийся в преступление.
В других психологических теориях считалось, что совершение преступлений является признаком психической болезни либо иных психопатологических расстройств.

#### Ранние социологические теории генеза преступной личности
«Во всём, что касается преступлений, числа повторяются с таким постоянством, что этого нельзя не заметить... Это постоянство, с которым ежегодно воспроизводятся одни и те же преступления и вызывают те же самые наказания в одних и тех же пропорциях, есть один из самых любопытных фактов, какие сообщают нам статистические данные уголовных судов; его я всегда особенно старался выставить на вид в разных своих сочинениях... и не переставал повторять каждый год: есть бюджет, который уплачивается с поразительною правильностию, — это бюджет темниц, каторг и эшафотов; об уменьшении этого-то бюджета нужно всеми силами заботиться».
К началу XIX века относится появление социологических теорий преступности. Их родоначальник — французский математик и астроном Адольф Кетле. Он писал, что общество заключает в себе зародыш всех преступлений потому, что в нём заключаются условия, соответствующие их развитию. По Кетле, человеческие действия подчиняются определённым законам, а совершение преступлений зависит от возраста людей, их пола, профессии, образования, климата, времён года и т. д.
Концепция Кетле — это механистический социальный детерминизм. Все социальные явления в нём механически «выводятся» из низших форм движения материи. Кетле считал, что законы социальной жизни, как и принципы механики, едины для всех эпох и народов.
Однако к середине XIX века стало очевидно аномальное течение развития общества: с одной стороны, имел место несомненный социальный прогресс, сопровождавшийся увеличением личной свободы и ростом уровня жизни; с другой стороны, преступность не только не уменьшалась, но и напротив, росла всё более быстрыми темпами. Другим недостатком теории стало большое количество (до 170—200) факторов, влияющих на преступность, при том, что они не были разграничены по степеням значимости.

#### Теории конфликта
Следующий этап в истории развития социологических теорий личности преступника открыли теории конфликта. В работах Карла Маркса и Фридриха Энгельса существование преступности связывается с бытующими в капиталистическом обществе противоречиями и социальным неравенством. Для достижения равенства члены определённых групп населения могут обращаться к совершению преступлений прежде всего с целью получения материальной выгоды.
В работе «Положение рабочего класса в Англии» Энгельс, цитируя Томаса Гоббса, назвал состояние с преступностью в капиталистическом обществе «войной всех против всех». Энгельс изначально полагал, что преступления присущи в первую очередь пролетариату как угнетаемому классу. Позже это положение уточнялось, поскольку было необходимо объяснить, почему преступления совершают не все рабочие и почему преступления присущи не только угнетаемым, но и правящим классам. Последнее объяснялось тем, что частнособственнические отношения обуславливают моральную деградацию всех без исключения классов общества, а преступность перестала осуществляться с пролетариатом в целом и стала идентифицироваться как один из слоёв люмпен-пролетариата, включающий также бродяг и проституток.
Существовали и другие объяснения преступности в среде пролетариата. По мнению Генри Мейхью, автора книги «Рабочие и бедняки Лондона», «главным фактором был отказ паупера, или преступника, работать, отказ, обусловленный внутренним моральным дефектом». Таким образом, получалось, что не социальная среда, окружающая беднейшие слои общества, служит причиной концентрации преступников среди люмпенизированных слоёв населения, а люмпенизированность является следствием преступной ориентации личности. Другие авторы (например, автор труда «Опасные классы и население больших городов» Г. А. Фрейгер) шли ещё дальше, приравнивая к преступникам все беднейшие слои населения, указывая, что их жизненные условия целиком и полностью имеют причиной моральные дефекты этих людей.

### Современные концепции биологических основ преступного поведения
Развитие общественных наук и наук о природе в XX веке не могло не повлиять на развитие учений о преступной личности. В частности, развитие генетики вызвало к жизни достаточно большое количество исследований, авторы которых попытались обосновать биологическую теорию личности преступника на основе новейших научных методов.

#### Исследования преступности близнецов

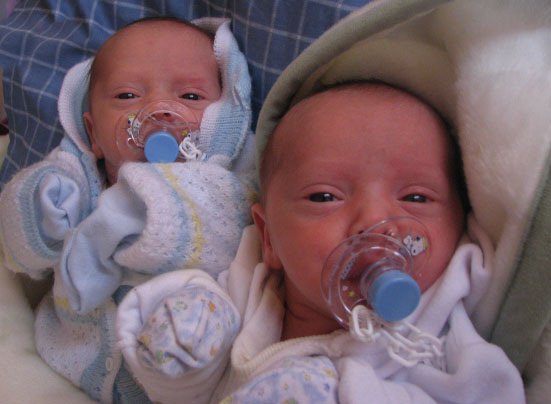
Однояйцевые близнецы

Возможность рождения генетически идентичных детей — однояйцевых близнецов, заложенная в природу человека, даёт способ определить, есть ли зависимость между генетическими особенностями человека и характером его поведения. Было обнаружено, что если один из таких сиблингов совершает преступление, то и второй с большой степенью вероятности последует по его стопам.
Генетик В. П. Эфроимсон проанализировал данные о частоте совершения преступлений близнецами в США, Японии и нескольких странах Западной Европы за 40 лет, было отобрано нескольких сотен пар близнецов. Было установлено, что оба однояйцевых близнеца оказывались преступниками в 63 процентах, а оба разнояйцевых — только в 25 процентах случаев.
Данные этих исследований существенно упрочнили позиции сторонников биологических теорий личности преступника. Однако их противники указывают, что данное объяснение не является единственно возможным. Предполагается, что генетически задаётся не склонность к совершению противоправных поступков, а определённый тип реакции на социальные факторы, формирующие личность.
Кроме того, при повторных исследованиях были получены и противоречащие вышеизложенным результаты. Так, немецкий психолог и социолог Вальтер Фридрих по итогам исследований поведения большого числа близнецов сделал вывод о том, что «интересы и установки определяются общественной средой и развиваются в социальной деятельности человека».

#### Хромосомные аномалии и преступность
Другие получившие известность исследования связаны с изучением хромосомных аномалий и их связи с совершением преступлений. Пол человека и связанные с ним биологические признаки определяются набором половых хромосом: у мужчин присутствует набор XY хромосом, у женщин — XX. Наблюдаются также случаи, когда в результате каких-то аномалий на ранней стадии зародышевого развития происходит удвоение «мужской» половой хромосомы Y — XYY-синдром. Фенотипически люди, имеющие это отклонение, отличаются весьма высоким ростом.
Исследования, проведённые в США, Англии, Австралии и других странах показали, что кариотип XYY чаще встречается среди обследованных преступников, чем в контрольной группе. В специально подобранных группах правонарушителей (с умственными аномалиями или высоким ростом) этот признак встречался в десять и более раз чаще. Была даже выдвинута гипотеза о том, что удвоение Y-хромосомы влечёт за собой формирование «сверхмужского» типа личности, предрасположенного к агрессивному и жестокому поведению.
Однако эта гипотеза не нашла подтверждения: изучение поведения лиц с XYY-синдромом не выявило какой-либо их повышенной жестокости. Кроме того, данная хромосомная аномалия не может объяснить происхождения не только преступности в целом, но и даже какой-либо её части: в норме она встречается примерно у 0,1—0,2 % населения.
Кроме того, наличие корреляции между хромосомной аномалией и преступным поведением ещё не означает наличия между ними причинной связи. Отмечается, что причиной возникновения хромосомных аномалий могут служить такие обстоятельства, как злоупотребление алкоголем и наркотиками, одновременно являющиеся сильными социальными факторами формирования преступной личности.
Так, первым осуждённым, у которого было обнаружено наличие такой аномалии, в Европе стал Даниэль Югон. Указывается, что он «в возрасте 4 лет перенёс энцефалит и страдал нервными припадками, родился с деформацией ступни, что повлекло нарушение двигательных функций, и был предметом насмешек братьев, сестёр, товарищей; в пубертатном возрасте получил глубокую травму, которая не изгладилась из его памяти и была даже причиной попытки самоубийства; не имел возможности приобрести профессиональные навыки и получить определённую постоянную работу, работал с 15 лет и с этого же времени употреблял спиртные напитки». В такой ситуации невозможно определить точно, какие аспекты преступного поведения определяются хромосомной аномалией, а какие — социальной деформацией личности.

#### Нейрофизиологическая теория Айзенка
Одна из влиятельных теорий преступного поведения личности, сочетающая представления о биологической предрасположенности и влиянии внешней среды, принадлежит известному психологу Гансу Айзенку. По Айзенку, преступное поведение во многом возникает так же, как и психическое заболевание: генетическая предрасположенность усиливает действие социальных стимулов. По его мнению, наследственно передаваемые недостаточные когнитивные способности влияют на способность лица эффективно справляться с внешними ситуациями, в особенности с теми, где возможно нарушение закона. Взаимодействием между плохими социальными условиями, дефектами процесса социализации и неспособностью понимать необходимость социализации создаёт личность преступника.
Теория Айзенка объясняет преступное поведение взаимодействием между тремя главными особенностями психики: нейротизмом (N), экстраверсией (E) и психотизмом (P). Определённое сочетание этих измерений личности считается способным серьёзно ограничивать способность индивида воспринимать социальные нормы и следовать им, что приводит к затруднениям с формированием некриминального образа мысли и поведения. По мнению Айзенка, люди с сочетанием высокой нейротичности и психотичности, также являющиеся экстравертами представляют собой олицетворение образа личности преступника. Напротив, индивиды с низкой нейротичностью и психотичностью легче поддаются социальному кондиционированию и потому менее склонны к участию в преступном поведении. На основе сочетания трёх упомянутых шкал была создана ещё одна шкала «криминальности» (C), которую Айзенк и его последователи считали наилучшим индикатором склонности к преступному поведению.
Попытки эмпирического подтверждения теории Айзенка приводили к противоречивым результатам. В одних исследованиях подтверждалась гипотеза о том, что лица высокими N, E и P присутствуют в основном в когорте преступников, а лица с низкими N, E и P — в когорте ведущих себя законопослушно, в других результаты были не столь однозначны. Ввиду этого теория Айзенка в настоящее время рассматривается как чрезмерно упрощённая и неспособная объяснить все виды преступного поведения. Сведение преступного поведения к особенностям психики также оспаривается. Достижением теории считается представление о необходимости учёта когнитивного компонента при объяснении преступного поведения: стиль мышления индивида и его последующее поведение связываются с преступными действиями.

### Современные концепции социальных основ преступного поведения
Формирование современных социальных теорий преступности относится к началу XX века. Оно было связано с тем, что тенденции динамики преступности противоречили как теориям механистического социального детерминизма (преступность росла быстрее, чем население), так и классовым теориям конфликта (по мере сглаживания классовых противоречий преступность не только не исчезала, но даже и не уменьшалась).
Было выдвинуто предположение о том, что экономическое положение рабочих классов должно пониматься не только как финансовое, но и духовное, нравственное и политическое их положение, однако даже с учётом этого классовые теории оказались не способными объяснить рост преступности и её качественные изменения (рост числа безмотивных и хулиганских преступлений, появление массовых убийств, распространение преступности, связанной с наркотиками и другие тенденции), появилась потребность в новых теориях социальных явлений, и в том числе преступности.

#### Теории социальной аномии

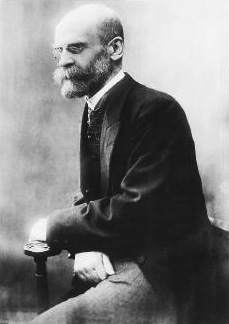
Эмиль Дюркгейм

Попытка объяснить эти противоречия была предпринята французским социологом Эмилем Дюркгеймом. Он первым сформулировал понятие социальной аномии, которое было позже воспринято другими криминологами. Дюркгейм констатирует, что необходимым условием благополучного существования человека является достаточное удовлетворение его потребностей, которое определяется равновесием между целями, которые ставит себе человек и степенью его успеха в достижении этих целей. При этом если биологические потребности (в еде, сне и т. д.) ограничены естественным образом, то для социальных потребностей (стремление к благополучию, роскоши, комфорту) никаких внутренних ограничивающих механизмов не существует, их пределы могут быть установлены только обществом.
В нормальных условиях человек ощущает ограничения, накладываемое обществом и подчиняется его коллективному авторитету, его требования не превышают некоего социально-приемлемого уровня. Однако в случае, когда в обществе отсутствуют некие устоявшиеся пределы стремлений для отдельных его членов, как это бывает при различных общественных потрясениях, как отрицательного, так и положительного характера, до прихода общества в равновесие ни один его член не знает точно, какие потребности окажутся чрезмерными, а какие нет. Это состояние Дюркгейм называет социальной аномией.
В широком плане аномия — это «нарушения в ценностно-нормативных системах личности и социальных групп, ценностно-нормативный вакуум, неэффективность социальных и прежде всего правовых норм», которые и определяют совершение преступлений.
Дюркгейм приходит к выводу, что преступность — это нормальное общественное явление. Её существование означает проявление условий, которые необходимы для того, чтобы общество не останавливалось в своём развитии, преступность подготавливает почву для общественного прогресса, а ненормальной является лишь чрезмерная или слишком низкая преступность. Дюркгейм полагал, что даже если у общества каким-то образом получится перевоспитать или уничтожить существующих преступников (воров, убийц, насильников и т. д.), общество будет вынуждено сделать преступными другие деяния, которые раньше таковыми не считались. Это объясняется тем, что преступник представляет собой отрицательную ролевую модель поведения, необходимую для формирования человека как полноценного члена общества.
Этот вывод достаточно парадоксален и потому встретил серьёзное противодействие со стороны других криминологических школ. Тем не менее его значение заключается в том, что он объясняет все неудачи попыток радикальным образом искоренить преступность.
Идеи Дюркгейма были развиты американским социологом Робертом Мертоном, который, проанализировав причины роста преступности в американском обществе, сделал вывод, что независимо от классовой структуры общества, от его экономического, политического и иного развития интенсивность антисоциального поведения будет расти, если выполняются два условия:
- В обществе господствует идеология, ставящая некие символы успеха якобы общие для населения в целом, превыше всего (в американском обществе Мертон считал таким символом богатство).
- Существенная часть населения не имеет никаких или почти никаких законных средств для достижения целей, задаваемых этими символами.

Именно теории социальной аномии определили развитие и современный характер американской криминологии.

#### Теория конфликта культур
В теории конфликта культур, разработанной американским криминологом Торстеном Селлином, выдвигается положение о том, что совершение преступлений является одним из возможных результатов разрешения конфликта, возникающего вследствие того, что один и тот же человек входит в различные социальные группы с различным мировоззрением и стереотипами поведения (семья, коллеги по работе, национальные и этнические сообщества).

#### Теория стигматизации
Основным положением данной теории является идея о том, что человек становится преступником не потому, что нарушает закон, а в результате «стигматизации», которая выражается в том, что государственные органы накладывают на него «клеймо», «ярлык» преступника, результатом чего является отторжение от общества, переход преступного поведения из случайного в привычное.

#### Теория дифференциальной ассоциации (теория субкультур)
Другая попытка объяснить, как люди становятся преступниками, была сделана американским социологом Эдвином Сатерлендом, «первооткрывателем» беловоротничковой преступности.
В основу созданной им теории дифференциальной ассоциации легла гипотеза о том, что человек становится преступником в результате обучения противоправному поведению в социальных микрогруппах (семья, улица, школа и т. д.). Вот основные положения теории дифференциальной ассоциации:
- Девиантному поведению учатся.
- Девиантное поведение усваивается при взаимодействии с другими людьми, особенно в случаях, когда такое взаимодействие носит тесный личный характер.
- При обучении усваиваются как техники совершения преступления, так и их мотивы, рациональное объяснение поведения и отношение к нему.
- Когда оценки, благоприятствующие правонарушению берут верх над оценками, которые ему не благоприятствуют, человек становится преступником.
- Обучение преступному поведению осуществляется с использованием тех же самых механизмов, что и обучение любому другому типу поведения.

Недостатком данной теории являются сложность формализации используемых в ней понятий. Отмечается, что крайне трудно определить и измерить те «оценки», которые должны способствовать или препятствовать совершению преступлений. Отмечается также, что во многих случаях дружба с преступниками не влечёт за собой совершения впоследствии каких-либо противоправных действий, в результате чего неясно, что является причиной, а что следствием: отклоняющееся поведение или наличие друзей с таким поведением.

### Личность преступника в современных философских теориях
Изучением проблемы личности преступника наряду с криминологами продолжают заниматься и философы. Значительное место проблема преступления и наказания в современном обществе занимает, например, в работах французского философа и социолога Мишеля Фуко.
Фуко подверг критике общепринятую в современном правосудии концепцию наказания как средства исправления преступника. Преступник у Фуко включён в саму систему власти, которая стремится не уничтожить или изгнать его из общества, а использовать его как инструмент социального контроля. Фуко вообще не считает нужным рассматривать ситуацию преступления с точки зрения самого преступника: поскольку существование тела (объекта), согласно воззрениям этого автора, определяется существованием внешнего наблюдателя, охарактеризовать преступление можно лишь с помощью правового и психиатрического дискурса, но не дискурса самого обвиняемого в нём человека. Одним из недостатков современной системы правосудия Фуко считал то, что хотя законы и декларируют наказуемость преступления, а не преступника, на деле ситуация совершенно обратная: наказывается преступник, но не преступление.
Идеи Фуко, таким образом, являются схожими как с идеями криминологов классической школы (которые также не считали нужным принимать во внимание внутренние характеристики личности), так и с идеей Дюркгейма о том, что корни преступности кроются в самом обществе, поскольку существующей общественной системе необходимы преступники для поддержания её нормального существования.

### Социальное и биологическое направление в советской и российской криминологии
Идеологической основой советской криминологии являлась теория социального конфликта, предложенная Марксом и Энгельсом. Большинство советских криминологических учений основывалось на двух постулатах:
- Социалистическому обществу не свойственны коренные противоречия, порождающие преступность.
- Преступность не вечна и должна исчезнуть с построением высшей фазы социализма — коммунизма.

В третьей программе КПСС, принятой на XXII съезде партии в 1961 году и действовавшей вплоть до 1986 года, говорилось, что в советском обществе уже имеются все предпосылки для ликвидации преступности. Соответственно этому в советской криминологии преобладал взгляд, что «нельзя объяснять изменчивое социальное явление — преступление постоянными свойствами природы человека, в том числе „преступного человека“». Попытки искать биологическую основу преступности были заклеймлены как буржуазные ещё в 1930-х годах. По мнению советских учёных (А. А. Герцензона и Ф. М. Решетникова), поскольку преступность является социально обусловленной, то нет необходимости вообще даже пытаться искать биологические истоки поведения, это ведёт к игнорированию реальной природы преступления, которое является социальным явлением и должно порождаться социальными же причинами.
В. Н. Кудрявцев, И. И. Карпец и Н. П. Дубинин в своей книге «Генетика, поведение, ответственность» писали, что причиной совершения преступлений конкретным человеком являются особо неблагоприятные условия его социального формирования и жизнедеятельности. В подтверждение этому они приводили сведения о нарастании преступности в период кризисных состояний общества, в особенности связанных со становлением и ростом капиталистического способа производства.
Однако была в советской криминологии и иная точка зрения. Всплеск дискуссий вызвали публикации саратовского профессора И. С. Ноя и его учеников, которые считали, что «независимо от среды человек может не стать ни преступником, ни героем, если родится с иной программой поведения». Данные авторы, не пытаясь оспорить тезис о том, что социализм не содержит внутренних причин преступности, говорили о том, что раз преступность всё же продолжает существовать, то она носит характер не общественного, а биологического явления. Эта точка зрения была поддержана некоторыми советскими генетиками, в частности, В. П. Эфроимсоном, который писал: «Подобно тому, как с улучшением материальных и санитарных условий среди заболеваний выходят на передний план непосредственные дефекты, порождаемые средой…, так и с ослаблением острой нужды народа и других чисто социальных предпосылок преступности, начинают яснее выступать предпосылки биологические».
В современной российской криминологии преобладает компромиссная точка зрения, суть которой довольно точно выразил В. П. Емельянов: «Только определённый состав экономических, идеологических, социальных, биологических факторов даёт реакцию, называемую преступлением… причина преступности — это синтез различных явлений социального и биологического свойства…». При этом, хотя и признаётся определённая роль биологических факторов в преступном поведении человека, основная роль отводится не им, а социальной среде.
Современная криминология не признаёт понятия «преступной личности», но учитывает наличие определяемых биологическими особенностями индивидуальных склонностей, которые, в свою очередь, могут способствовать или препятствовать воздействию негативных факторов общественной жизни, формирующих человека как биосоциальное существо.
Поиски факторов, лежащих в основе преступного поведения человека, не прекращаются и по сей день. Перечисленные выше теории представляют собой лишь вершину айсберга, основные группы учений о природе преступной личности. Общее количество теорий крайне велико; фактически можно сказать, что сколько в мире существует криминологических школ, столько существует и теорий преступного поведения.

## Психические аномалии и преступность
Хотя, как было отмечено выше, первичное значение при анализе причин совершения преступления конкретным человеком современная криминология придаёт социальной среде, в которой проходило формирование его личности, нельзя отрицать и влияния на поведение определённых физических и психических аномалий, которые облегчают формирование и действие антиобщественных личностных ориентаций.
В науке нет единого мнения по поводу того, какие личностные особенности следует считать аномальными. Аномалиями называют «ярко выраженные акцентуации характера, длящиеся депрессивные состояния …, зависимость от наркотиков, алкоголя, азартных игр и т. п.», психическое расстройство, которое «не носит патологического характера, то есть не является болезнью», расстройства и акцентуации характера, влечений и привычек (психопатии, клептомания, сексуальные перверсии и т. д.) и даже «все те психические процессы, которые характеризуются дисбалансом сил возбуждения и торможения».
Однако обычно к психическим аномалиям относят психические расстройства, не исключающие вменяемости: различные расстройства личности, алкоголизм, наркоманию, лёгкие формы слабоумия, последствия органических поражений центральной нервной системы, которые «снижают сопротивляемость к воздействию ситуаций, в том числе конфликтных; создают препятствия для развития социально полезных черт личности, особенно для её адаптации к внешней среде; ослабляют механизм внутреннего контроля; облегчают реализацию случайных, в том числе правонарушающих, действий».
Аномальные личные особенности, как правило, носят не врождённый, а приобретённый характер (хотя формирование, предрасположенность некоторых из них и может быть связано с наследственностью); они играют важную, но не определяющую роль в формировании личности и поведении человека.
Тем не менее аномалии играют существенную роль в механизме насильственных преступлений и хулиганства; при этом лица, имеющие перечисленные выше психические и физиологические нарушения, среди преступников составляют до 50 %: психопаты и другие лица с подобными нарушениями чаще совершают такие преступления, как убийство и причинение тяжкого вреда здоровью, а олигофрены и лица с последствиями черепно-мозговых травм — изнасилования.
Изучение связи преступности и психических аномалий в криминологии необходимо для того, чтобы выработать специфические меры предупреждения преступности таких лиц и посткриминального воздействия на них с целью их исправления.

## Характеристика личности преступника
В криминологии признаки, присущие личности преступника, подразделяются по нескольким подсистемам:
- Биофизиологические — состояние здоровья, антропометрические характеристики (рост, вес и т. д.), врождённые свойства и аномалии как нервной системы, так и других органов.
- Социально-демографические — пол, возраст, образование, род деятельности, семейное положение, уровень доходов, место жительства и т. д.
- Социально-ролевые — признаки, связанные с общественными функциями лица, обусловленными его положением в обществе и членством в определённых социальных группах.
- Нравственно-психологические — интеллектуальные качества, целевые установки, ценностные ориентации, отношение к нормам права и морали, потребности и предпочтительные способы их удовлетворения.

### Социально-демографическая характеристика
Отмечается, что социально-демографические свойства личности не находятся в причинной связи с преступностью, но их анализ и обобщение позволяет составить обобщённый портрет преступника, определить, какие социальные группы наиболее нуждаются в профилактическом воздействии.
Мужчины совершают преступления чаще, чем женщины. В 2007 году в России доля женщин среди выявленных лиц, совершивших преступления, составила 15,2 %. Особенно это характерно для тяжких преступлений против личности; большая часть преступлений, совершаемых женщинами носит корыстный характер, совершается в сфере торговли и обслуживания населения. Меньшая доля женской преступности объясняется выполняемыми женщинами профессиональными ролями, половыми различиями в воспитании, представлениях о рамках допустимого поведения и т. д.
Неодинакова также криминальная активность разных возрастов. Подавляющее большинство (до 70—75 %) преступлений совершаются лицами в возрасте от 18 до 40 лет, а в пределах этой возрастной группы в порядке уменьшения криминальной активности выделяются категории лиц в возрасте 25—29 лет, 18—24 года, 14—17 лет, 30—40 лет. Доля несовершеннолетних преступников в 2007 году в России составила 10 %. Среди несовершеннолетних особенно велика доля лиц с аномалиями психического развития (примерно вдвое больше, чем в других возрастных группах).
Лица в возрасте до 30 лет, как правило, совершают преступления агрессивного характера, для которых характерно спонтанное развитие преступного посягательства (убийства, причинение тяжкого вреда здоровью, кражи, грабежи, разбои, изнасилования), а лица старшей возрастной категории — заранее продуманные преступления, нередко требующие специальных навыков (мошенничество) или особого социального положения (должностные преступления, присвоение или растрата).
Преступники, как правило, не имеют высшего образования, в целом их уровень образования немного ниже, чем у правопослушных лиц; наиболее характерна необразованность для лиц, совершающих насильственные и корыстно-насильственные преступления.
Статистически значимых различий по частоте совершения преступлений между рабочими, крестьянами, служащими, учащимися не наблюдается, однако велика доля лиц, не имеющих постоянного источника дохода, которая в 2007 году в России составляла 59,6 %.
Примерно половина преступников на момент совершения преступления не состояла в семейных отношениях; крайне редко состоят в зарегистрированном браке злостные преступники с большим количеством судимостей. Отмечается, что в общем случае воздействие семьи на поведение является скорее положительным, однако сила этого эффекта зависит от того, насколько полноценными являются семейные отношения, нет ли в них каких-либо негативных деформаций.

### Социально-ролевая характеристика
Положению, которое человек занимает в обществе, присущи определённые социальные роли, имеющие конкретное содержание (сценарий роли), которому следует человек. Человек одновременно занимает множество позиций и исполняет множество ролей, что накладывает на личность определённый отпечаток: развиваются качества, важные для этих ролей и подавляются ненужные. Если основные исполняемые социальные роли не требуют формирования качеств, связанных с ответственностью за совершение поступков, конфликтуют между собой, не соответствуют социальной ориентации человека, возникает личностная деформация, которая может способствовать совершению преступлений.
При характеристике социальных ролей, присущих преступникам, указывается на их малую престижность, отсутствие прочных связей с трудовыми и учебными коллективами и, напротив, наличие тесных с неформальными группами, имеющими отрицательную социальную направленность, отсутствие каких-либо долгосрочных жизненных планов, социальные притязания, превышающие возможности конкретного человека.
Для преступников не характерно членство в общественных организациях, они крайне редко принимают участие в деятельности общественных, в том числе государственных институтов. Дефектным является и правосознание преступников, что проявляется в пренебрежительном отношении к возможности наказания, как временном (например, в результате употребления спиртных напитков или под воздействием других внешних факторов), так и стойком, иногда в незнании правовых запретов.
Преступники вообще меньше подвержены воздействию на них со стороны общества: при попытке внушить им правовые и нравственные нормы они зачастую не могут понять, чего от них хотят; ввиду этого оценка ситуации, определяющая их поведение, делается не на основе социальных требований, а на основе каких-то личных представлений. В других случаях преступники могут, ещё не утратив понимания сути общественных предписаний, не желать их выполнять из-за отчуждённости от общества, слабости трудовых, семейных и дружеских связей.

### Нравственно-психологическая характеристика
Психология преступников также имеет отличия от контрольных групп законопослушных граждан. У преступников повышена импульсивность, они менее склонны к обдумыванию своих поступков. Данная черта сочетается с агрессивностью, низким порогом реакции и ранимостью в межличностных отношениях. В наибольшей степени эти признаки присущи грабителям, убийцам, насильникам, в меньшей — ворам, должностным преступникам.
Для преступников характерен дисбаланс между требованиями, предъявляемыми к другим лицам и к самому себе: к окружающим предъявляются завышенные требования, к себе — заниженные. Это используется как техника нейтрализации чувства вины и отчуждения от общества. Преступники понимают, что нарушают социальные нормы, но склонны к самооправданию, отрицанию вредности деяния или ответственности за свои поступки, к перекладыванию вины на других лиц. Лишь менее 1/10 части лиц, совершивших тяжкие насильственные и корыстно насильственные преступления, искренне раскаивались в содеянном.
Ценностные ориентации, нравственные особенности, присущие преступникам, достаточно специфичны и отличаются от таковых у групп лиц, ведущих себя устойчиво правопослушно. На этом основаны успешные эксперименты по предсказанию индивидуального преступного поведения с использованием методов машинного распознавания образов: ЭВМ с достоверностью 80 % и более относила человека к группе правопослушных людей, преступников, совершивших преступление под влиянием случайных факторов, и лиц с устойчивой антиобщественной социальной ориентацией, неоднократно совершавших преступления.
Личностные деформации у преступников часто сопряжены с алкоголизмом. Длительное систематическое злоупотребление спиртным влечёт за собой деградацию личности. Отмечается, что преступники, страдающие зависимостью от алкоголя, менее склонны к активному преступному поведению, не создают условия преступной ситуации, а пользуются сложившимися благоприятно факторами. Алкоголизм влечёт за собой разрушение нормальных семейных и трудовых связей, которые заменяются на связи с неформальными группами собутыльников, являющиеся питательной средой бытовой преступности.
Преступникам присущи не только социально-негативные качества. Достаточно часто встречаются среди преступников лица с такими позитивными качествами, как предприимчивость, инициатива, индивидуальность, лидерские способности. Однако эти качества, накладываясь на антисоциальные ценностные ориентации и искажённые нравственные основы поведения, могут увеличивать общественную опасность конкретного преступника, как лица способного занять или занимающего лидирующее положение в преступной группе.

## Классификация преступников
Различными криминологами многократно предпринимались попытки классифицировать преступников. Ломброзо выделял «прирождённых преступников», «криминалоидов», случайных преступников и «преступников по страсти». Гиббонс (1982) выделял 20 типов ролевых карьер преступников, среди которых были профессиональные воры, «наивные фальсификаторы чеков», магазинные воры-любители и «мужчины-гомосексуалы». Абрахамсен (1960) выделял «острых» и «хронических» преступников: первых он делил на ситуативных, ассоциативных и случайных, а вторых на невротических, психопатических и психотических. Шафер (1976) разработал типологию «жизненных тенденций», в которой выделялись случайные, профессиональные, ненормальные, привычные и убеждённые преступники.
В русскоязычной криминологической традиции с конца XIX века выделяются четыре типа личности преступника в зависимости от степени и стойкости личностной деформации (случайный, ситуационный, неустойчивый и злостный). По итогам исследований российских криминологов, проводившихся в 1980—1990 годах был выделен тип криминогенной личности, который и стал связываться с понятием «личность преступника». В результате классификация преступников по степени и стойкости личностной деформации приобрела следующий вид:
- Случайные преступники, совершившие преступление при стечении тяжёлых жизненных обстоятельств и не отличающиеся по личным характеристикам от лиц, чьё поведение является правомерным.
- Тип криминогенной личности, для которого характерны негативные обстоятельства, сопутствующие процессу формирования личности (противоправное и аморальное поведение окружающих), совершение в прошлом аморальных и противоправных поступков, выпадение из ценностно-нормативной системы общества, функционирование механизмов психологической самозащиты от отрицательной оценки своего поведения. Внутри этого типа выделяются следующие подтипы:
  - Последовательно-криминогенный подтип. Антиобщественные ориентации у таких лиц носят стойкий характер, преступления совершаются ими обдуманно и сознательно, они специально подготавливают и провоцируют возникновение предпреступной ситуации. Такие лица, как правило, совершают преступления неоднократно, являются рецидивистами.
  - Ситуативно-криминогенный подтип. У этих лиц ценностные ориентации формируются в атмосфере социального конфликта, а совершение преступлений обычно является результатом сопутствующих негативных обстоятельств: пребывание в преступном формировании, социальные конфликты и т. д. Совершение преступления такими лицами есть результат воздействия на них социальной микросреды и личностных деформаций, обусловленных предшествующим образом жизни.
  - Ситуативный подтип. У этих лиц отсутствуют значительные нравственно-психологические деформации, однако они не подготовлены к воздействию сложных жизненных ситуаций и способны на преступление под воздействием такой ситуации, возникшей не по их вине.

Можно также выделить следующие типы преступников по характеру преобладающей преступной мотивации:
- Насильственный тип личности, для которого характерна деформация представлений о ценности человеческой личности, жизни и здоровья человека, общественной безопасности.
- Корыстный тип, для которого характерно стремление к обогащению.
- Лица, пренебрегающие обязанностями, которые возложены на них законом или трудовым договором.
- Неосторожные преступники — лица, которые легкомысленно или небрежно относятся к общепринятым правилам безопасности.
- Лица, которые совершают преступления для того, чтобы добыть минимально необходимые средства к существованию.

Далеко не каждый конкретный преступник может быть однозначно отнесён к одной из перечисленных групп. Зачастую у лица наблюдаются признаки, присущие не одному, а нескольким преступным типам.

### Учебники
- Криминология / Под ред. Дж. Ф. Шели. — СПб., 2003. — 864 с. — ISBN 5-318-00489-X.
- Криминология: Учебник / И. Я. Козаченко, К. В. Корсаков. — М., 2011. — 304 с. — ISBN 978-5-91768-209-9.
- Криминология: Учебник / Под ред. В. Н. Кудрявцева, В. Э. Эминова. — 3-е изд., перераб. и доп. — М., 2005. — 734 с. — ISBN 5-7975-0647-5.
- Криминология: Учебник / Под ред. Н. Ф. Кузнецовой, В. В. Лунеева. — 2-е изд., перераб. и доп. — М., 2004. — 640 с. — ISBN 5-466-00019-1.
- Криминология: Учебник для вузов / Под общ. ред. А. И. Долговой. — 2-е изд., перераб. и доп. — М., 2001. — 848 с. — ISBN 5-89123-545-5.

### Монографии
- Дубинин Н. П., Карпец И. И., Кудрявцев В. Н. Генетика, поведение, ответственность. — М.: Политиздат, 1989. — 351 с.
- Кузнецова Н. Ф. Проблемы криминологической детерминации. — М.: Изд-во Московского университета, 1984. — 206 c.
- Ли Д. А. Преступность как социальное явление. — М.: Русский мир, 1998.
- Лист Ф. Задачи уголовной политики. Преступление как социально-патологическое явление. — М.: ИНФРА-М, 2004. — 110 с. — ISBN 5-16-001900-6.
- Ломброзо Ч. Преступление. Новейшие успехи науки о преступнике. Анархисты. — М.: ИНФРА-М, 2004. — 320 с. — ISBN 5-699-13045-4.

### Статьи
- Свирин Ю. Биологический (генетический) фактор как одно из условий преступного поведения // Российская юстиция. — 1996. — № 12. — С. 23.
- Устинов В. Некоторые итоги развития отечественной криминологии в XX веке // Уголовное право.— 2001. — № 1. — С. 74—76.
- Гнатенко Е. Проблемы изучения личности преступника в отечественной криминологической науке // Соціологія в ситуації соціальних невизначеностей. — Х.: ХНУ імені В. Н. Каразіна, 2009. — С. 177.

### Веб-сайты
- Greek C. CCJ 5606 — Criminological Theory. Lecture Notes // Florida State University.
- www.vokrugsveta.ru// Мозги как улика